# Casseta & Planeta Urgente
Casseta & Planeta Urgente foi um programa humorístico satírico brasileiro do grupo Casseta & Planeta. Exibido pela TV Globo de 28 de abril de 1992 a 21 de dezembro de 2010, sendo inicialmente um programa mensal dentro da faixa Terça Nobre antes de em  2 de março de 1999 se tornar um programa semanal, foi um dos mais bem-sucedidos programas de humor da televisão brasileira.
O programa foi um derivado direto de Doris para Maiores, primeiro programa com participação regular do grupo na frente das câmeras, do qual herdou o lema Jornalismo mentira, humorismo verdade, baseado no programa jornalístico Documento Especial: Televisão Verdade. O formato foi livremente inspirado no do Fantástico e de outros programas similares, tendo uma apresentadora feminina - mais notariamente Kátia Maranhão nos dois primeiros anos do programa e Maria Paula a partir de 1994 — introduzindo os diversos quadros interpretados pelo grupo de comediantes.
No programa, as atrações foram primariamente coberturas jornalísticas e documentários falsos, paródias de outros programas de TV (novelas, filmes, seriados) e campanhas publicitárias, entrevistas com populares e videoclipes com paródias de músicas de sucesso.
Entre 5 e 19 de agosto de 2011, três novos episódios foram exibidos para concluir o programa e se tornar o "esquenta" para a reformulação, Casseta & Planeta Vai Fundo, cuja estreia ocorreu em 30 de março de 2012 e cujo último episódio foi exibido em 21 de dezembro de 2012 (exatamente dois anos depois do término do original).

## História
Entre 1992 e 1999, o programa foi transmitido mensalmente ao se alternar na faixa Terça Nobre com outras atrações. A jornalista Kátia Maranhão apresentou as duas primeiras temporadas, até ser substituída em 1994 por Maria Paula, que era da MTV Brasil. Uma característica marcante da primeira fase do Casseta foram as grandes viagens pelo Brasil e pelo mundo, incluindo a cobertura da Copa do Mundo de Futebol em 1994 e 1998. Nova Iorque, Tóquio, Roma, Curaçao, Lisboa, Cidade do México, Buenos Aires e Miami foram alguns dos destinos do grupo.

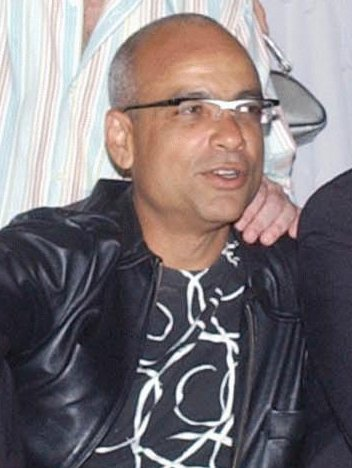
Cláudio Manoel.

No entanto, o sucesso do programa o levou a passar a ser exibido semanalmente a partir de março de 1999, com duração de meia hora. A mudança permitiu maior agilidade na cobertura de atualidades, muitas vezes do próprio dia de exibição do episódio. Em compensação, as viagens internacionais se tornaram menos frequentes e menos elaboradas.

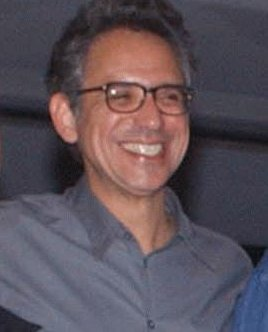
Hubert.

Nesta fase, aproximando-se do modelo de programas humorísticos mais tradicionais, o Casseta focalizaria seus esforços em quadros regulares com personagens carismáticos (Carlos Maçaranduba, Fucker & Sucker, Seu Creysson), também tendo a participação de Maria Paula como atriz (com destaque para as sátiras de novelas) a ter sido estendida gradualmente. No entanto, Maria Paula reencontraria sua importância como "âncora" do programa por volta de 2002, quando se tornou apresentadora dos quadros interativos (inspirado no esquema do Você Decide, os telespectadores telefonavam para escolher o final de um quadro entre três opções).
As participações especiais de artistas e celebridades no Casseta & Planeta são uma tradição que se fortaleceu com o aumento da popularidade do programa. Em fins da década de 1990, o quadro Papo Casseta apresentava breves entrevistas com os astros convidados.
Em 2004, Luana Piovani substituiu Maria Paula durante a sua primeira licença-maternidade. Em 2006, a morte de Bussunda levou ao cancelamento dos quadros que tinham a participação do comediante, como Diário de um Macho, Penitenciária de detenção máxima e As encalhadas, e ao fim de todos os personagens interpretados por ele — incluindo o próprio Lula, o que resultou em uma grande baixa na cobertura da campanha presidencial, até eleição aberta ao público para escolher o próximo intérprete do presidente, com os espectadores optando por Hubert. Hubert também herdaria de Bussunda a imitação do jogador Ronaldo Nazário.
A 16ª temporada do programa, inaugurada em 10 de abril de 2007, retomou a tradição das grandes viagens no novo quadro Casseta Brasil Adentro, uma paródia das caravanas documentais do Fantástico e do Jornal Nacional. Em 2007 o programa também deixa de ter a participação de Pojucan, artista gráfico que tinha sido responsável pelas vinhetas desde a primeira temporada.
Em 2008, a atriz Cláudia Rodrigues, que no ano anterior havia sido protagonista de A Diarista, substituiu Maria Paula durante sua segunda licença-maternidade, desta vez durante toda a temporada. Maria Paula fez apenas uma participação no primeiro episódio.

### Cancelamento
Em 26 de novembro de 2010, a Globo, através de um comunicado, informou que o programa seria cancelado após 18 anos no ar. Um dos motivos é o enfraquecimento do humorístico diante dos programas concorrentes, a decisão dos integrantes de iniciar projetos pessoais em 2011 e a preparação de uma nova versão do programa, que estreou em 30 de março de 2012. O último episódio de Casseta e Planeta, Urgente! foi ao ar em 21 de dezembro de 2010.
Entre 5 e 19 de agosto de 2011, são exibidos três novos episódios para concluir o programa e se tornar o "esquenta" para a reformulação. Mais tarde, todos os três dos novos episódios seriam lançados no YouTube no final de 2021 e disponibilizados no Globoplay a partir do início de 2023.

### Reformulação e retorno
Em 2012, o programa foi reformulado e retornou à programação da Globo com o título de Casseta & Planeta Vai Fundo. O programa teve temas semanais e foi exibido por duas temporadas, seguindo o padrão dos outros seriados da Globo. No entanto, diferente do original, Maria Paula foi substituída por Miá Mello e Maria Melito.

Em 21 de dezembro do mesmo ano (exatamente dois anos depois do término do original), o programa foi cancelado em razão da baixa audiência.

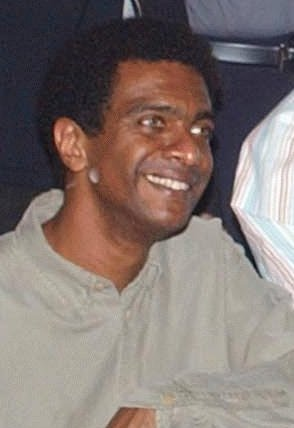
Hélio de la Peña.

## Elenco
- Beto Silva
- Bussunda †
- Cláudio Manoel
- Hélio de La Peña
- Hubert
- Marcelo Madureira
- Reinaldo
- Maria Paula

### Outros membros
- Kátia Maranhão: apresentou as temporadas de 1992 e 1993, mas nunca recebeu o crédito do membro do grupo.
- Luana Piovani: participou da temporada de 2004 durante a primeira licença-maternidade de Maria Paula.
- Cláudia Rodrigues: participou da temporada de 2008 durante a segunda licença-maternidade de Maria Paula.

## Quadros e paródias
O programa Casseta & Planeta, Urgente! tem como um dos quadros de maior sucesso os produtos absurdos fabricados pela megaempresa monopolista Organizações Tabajara, que vende coisas como o Olho Mágico de Caixão Tabajara, Higienic Paper Remote Control Tabajara, Meleca Disfarceitor Tabajara, Refrigerante Cola Tabajara Diet Light sem Açúcar sem Calorias. Os produtos anunciados possuem nomes que lembram inglês, mas usam o radical em português. São eles o prefixo 'personal' e os sufixos 'ation' e 'ator'. Exemplos: 'Personal Código Penal Tabajara', 'Personal Banheiro Transportation Tabajara' e 'Internet Controleitor System Tabajara'.

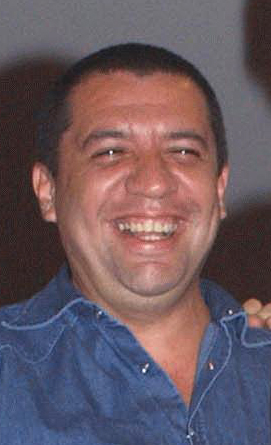
Bussunda (1962–2006)

A grande concorrente das Organizações Tabajara, o Grupo Capivara, quase quebrou, até ser comprado pelo empresário Seu Creysson (uma sátira ao fato de a companhia aérea Transbrasil ter sido vendida por R$1 após sua falência), que passou a focar em produtos para pobres. Em uma sátira similar à que inseriu Macaco Tião na eleição municipal de 1988, o programa promoveu uma candidatura à presidência de Seu Creysson em 2002, incluindo showmícios na vida real, com grande sucesso de público (um dos showmícios, em São Paulo, foi incluído no DVD que conta com os melhores momentos de 2002).

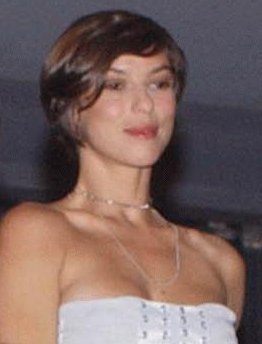
Maria Paula

Outros quadros e personagens famosos:
- Tabajara Futebol Clube (autointitulado "O Pior Time do Mundo", sátira à crise nos clubes de futebol brasileiros e à corrupção de seus dirigentes)
- Diário de um Macho com Carlos Maçaranduba & Ulson Montanha (sátira aos pitboys, normalmente rapazes de classe média-alta, praticam artes marciais apenas pelo prazer de bater e frequentemente se envolvem em atos de violência)
- Fucker & Sucker (sátira à polícia brasileira e aos seriados norte-americanos)
- Sauna Gay (originalmente uma piada com os jogos de madrugada na Copa do Mundo FIFA de 2002, onde um homem, Vanderney, ia para uma sauna gay para se manter acordado, se tornou um quadro regular, onde Vanderney sempre ressalta que apesar de frequentar o lugar e ter recaídas não é homossexual)
- Sambabaca (sátira aos grupos de samba e pagode, são conhecidos por só terem um só sucesso)
- Cassestreet Boys (sátira à boy band Backstreet Boys)
- As Encalhadas
- Legião dos Super-Heróis Brasileiros (sátira aos super-heróis dos quadrinhos mundiais)
- Os Espermatozoides do Barulho
- Casseta & Planeta Pictures (dublagens cômicas de filmes e séries, como O Deputado Kickboxer e uma versão de Sissi falando da infelidade da Princesa Diana)
- Filme com Sérias Restrições Orçamentárias
- Organizações Tabajara (empresa autodefinida monopolista, cujas chamadas são inspiradas nos infomerciais exibidos por outras emissoras, notadamente os da Polishop)
- Seu Creysson (empresário, conhecido por seu português errado repleto de solecismos e seu sotaque característico)
- Penitenciária de Detenção Máxima
- Otário Eleitoral Gratuito (sátira ao horário eleitoral gratuito)
- Jáeroporto: sátira com a crise no setor aéreo brasileiro em 2007
- As  Vagabad Girl - Birutney Spears e Chuparis Hilton (sátira às popstars Britney Spears e Paris Hilton)
- Mc Ferrow e Mc Deumal (sátira aos cantores de funk carioca)
- No cafofo do Osama (sátira ao terrorista Osama Bin Laden, que fugiu para o Brasil e se casou com Jurema, uma mulher castradora que não levava a sério os delírios terroristas do marido.) Durante a eleição de Barack Obama, chegou a se intitular No cafofo do Obama, onde o presidente Barato Obama fez um puxadinho para abrigar seus primo Osama.[6] Teve também uma versão intitulada No buraco do Saddam satirizando o ex-ditador iraquiano Saddam Hussein após sua deposição e fuga)[carece de fontes?] O quadro foi descontinuado em 2010.[7]
- Grupo Gagoto Magoto (paródia dos grupos de pagode, com o nome inspirado no grupo Sorriso Maroto, seus integrantes trocam a letra R pela letra G)
- Guerreiro, o bombeiro
- Acarajette Lovve (ex-cantora de axé music, interpretada por Beto Silva, que se intitula maior e melhor do que as três principais cantoras de axé da atualidade: Daniela Mercury, Ivete Sangalo e Cláudia Leitte. Todas participaram do quadro.) Quando alguém, especialmente seu empresário, lhe diz Você é a melhor cantora de axé music do mundo, ela responde: Do mundo só não. Da Bahia!!!!!!!!!!!
- Kiekeílson (sátira aos jogadores de futebol que se envolvem em escândalos)
- Branco é Branco, Preto é Preto, mas o Michael é o Tal (paródia homenageando a morte do cantor Michael Jackson)
- Os Melhores Hinos das Seleções da Copa (sátira aos hinos das seleções da Copa do Mundo FIFA, ocorreu em 2002, 2006 e 2010)

### Outros
Outras paródias incluíram não só a mídia de televisão mais também outros tipos de mídia (ex.: campanhas, personalidades, etc.). São eles:

#### Novelas, séries e minisséries
- A Cura = A Dura / A Secura
- Afinal, o Que Querem as Mulheres? = Afinal, o Que Querem as Presidentas? / Afinal, o Que Querem as Ex-Mulheres?
- A Grande Família = A Grande Familícia / A Grande Matilha / A Grande Brasília / A Grande Quadrilha
- A Lua me Disse = O Lula me Disse
- A Favorita = A Periquita / A Olímperiquita (adotado durante os Jogos Olímpicos de Verão de 2008)
- A Indomada = A Desmaiada
- A Padroeira = Apagadeira
- Alma Gêmea = Alma Gema
- América = Amerréca
- Andando nas Nuvens = Fernando nas Nuvens
- Araguaia = Paraguaia
- As Cariocas = As Otariocas / As Caipivodcas / As Paulistocas / As Mineirocas / As Baianocas / As Corocas
- Bang Bang = Gang Gang
- Beleza Pura = Feiúra Pura / Chinesa Pura
- Belíssima = Baleíssima
- Cama de Gato = Gama de Rato
- Caminho das Índias = Com a Minha nas Índias / Com a Minha nas Brasileiras
- Caras & Bocas = Garras & Idiotas
- Carga Pesada = Barra Pesada / Barro Prensado / Cargo Pesado / Carga Leve
- Celebridade = Famosidade
- Chocolate com Pimenta =  Chocolate Cumprimenta
- Ciranda de Pedra (2008) = Panda de Pedra
- Coração de Estudante = Ereção de Estudante
- Começar de Novo = Cozinhar o Ovo
- Da Cor do Pecado = Fedor de Pescado / Tá Gordo Pesado
- Desejos de Mulher = Desejos de Pelé
- Duas Caras = Suas Taras / Um Bilhão de Caras / Duas Coroas / Duas Claras
- Esperança = Esperanto / Semelhança / Terra Nostra 2 (nunca levado ao ar, a pedido do autor Benedito Ruy Barbosa, mais quando a novela real foi exportada, o título "Terra Nostra 2" foi adotado na Itália) / Espelanca / Criança Esperança (em alusão à campanha beneficente promovida pela Rede Globo em parceria com a Unesco em agosto).
- Eterna Magia = Na Perna, uma Estria / Caverna da Enguia
- Explode Coração = Enfarta Coração
- Fera Ferida = Era Perdida / Vera Ferida / Gata Felina
- Força de um Desejo = Força de um Pão de Queijo / Força Entope Beijo / Força de um Dejeto / Força de um Despejo / Força de um Cacarejo
- Força-Tarefa = Força-Careca / Força-Tarefashion
- Gente Inocente = Gente Que Se Diz Inocente / Gente Impotente / Gente sem Dente[8]
- High School Musical = High Schoolacho Musical: o primeiro musical escolar americano feito com as verbas para a educação no Brasil!
- Kubanacan = Bundanacan
- Laços de Família = Esculachos de Família / Chifres de Marília / Passos de Quadrilha
- Lost = Bost: a série que está fazendo um sucesso cocô-lossal
- Mulher = Mulé / Mulherzinha / Marido / Ex-Mulher / Mulher Macho / Ralé
- Mulheres Apaixonadas = Mulheres Recauchutadas / Colheres Apaixonadas
- O Clone = O Siliclone / O Crone
- O Rei do Gado = O Rei Drogado / O Rei Cagado / O Rei do Galho
- O Beijo do Vampiro = O Beijo do Mosquito
- Paraíso Tropical = Abismo Tropical (em relação à grande queda de audiência nos primeiros capítulos) / Paraíso do Bilau / PANraíso Tropical (adotado durante os Jogos Pan-Americanos de 2007)
- Páginas da Vida = Plásticas da Vida / Páginas da Dívida / Aeropáginas da Vida (adotado devido à crise no setor aéreo brasileiro iniciada no fim de 2006)
- Passione = Pegassione (o título mais usado) / Tradussione / Vacinassione (em referência à campanha de vacinação contra a gripe suína) / Eliminassione (adotado devido à eliminação da Seleção Italiana de Futebol na Copa do Mundo FIFA de 2010, ainda nas fase de grupos) / Crianzone Esperanzone (em alusão ao projeto Criança Esperança), Eleissione (sátira à campanha presidencial brasileira em 2010) / Panetone (em alusão ao Natal)
- Pecado Capital = Pecado Capiau / Pecado na Capital
- Por Amor = Por Favor / "Pô, Amô" / Por Ra Dor
- Porto dos Milagres = Porco com Vinagres / Torço por Milagres (sátira aos torcedores da Seleção Brasileira de Futebol)
- Sai de Baixo = Sai de Cima
- Senhora do Destino = Sem Hora pro Intestino / Sem Hora do Destino / Cenoura com Pepino
- Sete Pecados = Sete Pescados / Sete Espancados (em alusão ao filme Tropa de Elite)
- Suave Veneno = Suado Moreno / Suado e Fedendo
- Terra Nostra = Falha Nostra / Palmera Nostra / Testa Nostra / Terrinha Nostra/ Tela Nostla/Teta a Mostra
- Torre de Babel = Torre de Papel
- Shrek = Sherek
- Três Irmãs = Três Neurônios / Três Vilãs
- Sinhá Moça (2006) = Sem as Moça
- Ti Ti Ti = Presiden Ti Ti Ti, com Luiz Valentinácio Lula da Silva e Fernando Henrique Leclair.
- Uga Uga = Guga Guga, Fuga Fuga
- Um Anjo Caiu do Céu = Um Banjo Caiu do Céu / Um Marmanjo Caiu do Céu / Um Anjo Faliu o Céu
- Vale a Pena Ver de Novo = Vale a Pena Rever de Novo Mais Uma Vez / Vale a Pena Viver de Novo / Não Vale a Pena Ver De Novo
- Vila Madalena = Vila Macarena / Vira Madalena
- Viver a Vida = Dever a Dívida (adotado apenas durante a exibição do penúltimo episódio de "Com a Minha nas Índias") / Vim Ver Artista, a novela com o IPTU mais caro da televisão brasileira.

#### Sessões de filmes
- Sessão da Tarde = Sessão... Sessão... Sessão o Quê Mesmo? / Sessão Uns Pentelhos / Sessão Uns Vagabundos / Sessão Espírita da Tarde (em alusão ao sucesso dos filmes espíritas) / Sessão já vai Tarde
- Tela Quente = Cela Quente / Cera Quente / Tela Parente / Tela Dentro / Tela Morna / Panela Quente

#### Telejornais
- Debate Eleições 2010 = Debateboca Eleições 2010
- Fantástico = Cassetástico, comandado por Patricia Polenta, Cueca Camargo e Hubertadeu, Chicória Maria, Cláudia Cruz Credo, Alexandre Gracinha, Gavião Bueno, Ótima Bernardes e Paulo Henrique Tamborim (sátiras a Patrícia Poeta, Zeca Camargo, Tadeu Schmidt, Glória Maria, Cláudia Cruz, Alexandre Garcia, Galvão Bueno Paulo Henrique Amorim, Celso Freitas, Sandra Annenberg, William Bonner e Fátima Bernardes)
- Jornal Nacional = Casal Nacional, Casal Telejornal, Jornal Ex-Casal, Jornal Nacional da Índia, Jornau Nassionau, Jornal Pessoal, Jornal Marmoreal (sátira a Maria Regina, personagem de Letícia Spiller na novela Suave Veneno), Jornal Bom Astral e Bonal Fátimal.
- Linha Direta = Galinha Direta / Cebolinha Direta
- Globo Mar = Globo Bar
- Globo Repórter = Casseta & Planeta Repórter
- Plantão da Globo = Plantão Casseta e Planeta
- Profissão Repórter = Bonitão Repórter (com Gato Barcelos e suas estagiárias gostosas), Buracão Repórter (sátira ao resgate dos mineiros da mina San José no Chile em 2010), Narigão Repórter

#### Programas de entretenimento e esporte
- Big Brother Brasil = Big Brother Brasília, Big Brother Copa do Mundo, Big Brother Amazônia, Big Bial Brasil e Big Brother Casseta
- Caldeirão do Huck = Narigão do Huck
- Domingão do Faustão = Coringão do Vazão, Barrigão do Faustão, Tô Magrão no Faustão, Vomitão do Faustão e Camisão do Faustão
- Esporte Espetacular = Espera Espetacular (paródia aos atrasos nas obras para a Copa do Mundo FIFA 2014), Roubada Espetacular, Pobre Espetacular, Portugal Espetacular
- Hipertensão = Hipertesão, Hiperpensão e Hipereleição (sátira à campanha presidencial brasileira em 2010)
- Mais Você = Mais ou Menos Você com Janus Maria Brega, Menos Você com Anã Maria Braga
- Programa do Jô = Quilograma do Jô
- Vídeo Show = Video Xô

#### Campanhas filantrópicas
- Criança Esperança = Crianzone Esperanzone (sátira a campanha e a novela Passione) e Criança Espeidança

#### Filmes e desenhos animados
- Bob Esponja = Bope Esponja / Bebum Esponja/Lula Esponja Cabeca Quadrada
- Crepúsculo = Trepúsculo / Trepúsculo no Brasil, o primeiro filme sobre vampiros feito no Brasil que não chupa o sangue do contribuinte
- Deus É Brasileiro = Deus é Português[9]
- High School Musical = High Schoolacho Musical
- Harry Potter = Harry Bope de Elite / Enche o Potter
- Liga da Justiça = Super Liga da Dieta, com Abdominal Women, Capitão Soja e Alface Atômico
- Naruto = Severinaruto: o primeiro ninja nordestino brasileiro.
- Nosso Lar = Tropa do Nosso Lar de Elite 2: o primeiro filme espírita policial totalmente psicografado pelo comandante Xavier[10] / Nosso Fruto do Mar (versão com o polvo Paul) [11]
- Os Simpsons = Os Suplicympsons (sátira à família Suplicy)
- O Homem Que Copiava = O Homem que Cocôpiava[9]
- Tropa de Elite/Tropa de Elite 2 = Tropa de Eleitos / Traque de Elite / Tropa do Nosso Lar de Elite 2: o primeiro filme espírita policial totalmente psicografado pelo comandante Xavier

#### Personalidades
- Alexandre Garcia = Alexandre Gracinha
- Anthony Garotinho = Anthony Molequinho
- Ariano Suassuna = Arriando Suassunga
- Bill Clinton = Bill Pinton
- Carlinhos de Jesus = Coisinha de Jesus
- Chico Pinheiro = Chico Mineiro
- Ciro Gomes = Xingo Nomes
- Cristiano Ronaldo = Cristiano Depilaldo
- Dilma Rousseff = Dilmandona / Dilmaria Gadú / Dilmaria Rita / Dilmarisa Monte
- Dráuzio Varella = Dráuzio Careca
- Fátima Bernardes = Ótima Bernardes
- Fernando Collor de Mello = Armando Collor de Mello
- Fernando Henrique Cardoso = Fernando Henrique Orgulhoso / Viajando Henrique Cardoso / Fernando Henrique Leclair (sátira à novela Ti Ti Ti) / Fernando Henrique Teimoso / Celebrando Henrique Cardoso / Automatizando Henrique Cardoso / Apagando Henrique Luminoso / Telefonando Henrique Cardoso / Aposentando Henrique Cardoso
- Francisco José = Corisco José
- Galvão Bueno = Gavião Bueno
- Glória Maria = Chicória Maria
- Hillary Clinton = Hillary Clítoris
- Itamar Franco = Devagar Franco
- José Serra = José Careca
- Lady Gaga = Lady Gagá
- Luiz Inácio Lula da Silva = Luiz Inácio Bussunda da Silva / Luiquinácio Lula da Silva / Luiz Inécio Lula da Silva / Luiz Desocupácio Lula da Silva / Luiz Aposentácio Lula da Silva / Luiz Gramaticácio Lula da Silva / Luiz Falar É Fácil Lula da Silva / Luiz Pancadácio Lula da Silva / Luiz Valentinácio Lula da Silva (sátira à novela Ti Ti Ti) / Lula Com Arroz e Brócolis (durante as eleições de 2002)
- Marcelo Rezende = Marcelo Depende
- Maria Gadú = Dilmaria Gadú
- Maria Rita = Dilmaria Rita
- Marina Silva = Magrina Silva
- Marisa Monte = Dilmarisa Monte
- Monica Lewinsky = Monica Chupinsqui
- Murilo Benício = Murilo Pedrício, Murilo Cancerígeno
- Patrícia Poeta = Patrícia Polenta
- Pedro Bial = Pedro Miau
- Ratinho = Elefantinho
- Rubens Barrichello = Rubinho Pé-De-Chinelo
- William Bonner = William Bonde / William Big Bonner Brasil (em 2007)
- Zeca Camargo = Jeca Camargo / Cueca Camargo

#### Eventos esportivos
- Jogos Olímpicos = Jogos Fumolímpicos
- Jogos Pan-Americanos de 2007 = Jogos Pindaíbamericanos, PANraíso Tropical (em referência à novela Paraíso Tropical)

## Controvérsias

### Favela Naval
Entre 1997 a 1998, a Globo sofreu 132 processos judiciais movidos por policiais militares, depois que o programa satirizou o Caso Favela Naval, ocorrido na cidade de Diadema, na região metropolitana de São Paulo, no qual dez policiais foram filmados agredindo moradores da Favela Naval em uma blitz. Na ocasião, os policiais afirmaram que consideraram a sátira uma ofensa à profissão de policial.
Durante a esquete, o programa executou uma canção satirizando a música "Carinhoso", de Pixinguinha, com a letra: Meu capitão/Não sei por quê/Bate feliz quando tiver/Um bando de PMs batendo, extorquindo, subornando pessoas... De acordo com o advogado Luiz Camargo de Aranha Neto, que defendeu a emissora, todos os pedidos de indenização foram negados. A Justiça de São Paulo entendeu que os policiais não tinham legitimidade para propor as ações, por não aparecerem nas cenas gravadas e nem seus nomes serem mencionados.

### Acusações de discriminação
Em 2003, o programa foi acusado de discriminação à população do Rio Grande do Sul devido às constantes piadas relacionando os gaúchos à homossexualidade. Uma campanha realizada pelos habitantes do estado propôs um boicote ao programa. Na cidade gaúcha de Cachoeira do Sul, foi realizado um abaixo-assinado pedindo a retirada do programa do ar.
No dia 16 de setembro de 2008, o programa levou ao ar no quadro Otário Eleitoral Gratuito, um personagem "Tinoco, o homem toco", que possuía os braços e as pernas amputados, declarando: "Você me conhece: eu sou o 'Tinoco, o homem toco'. Vote em mim que eu não vou meter a mão. E se eu roubar, não vou conseguir fugir". Tal conteúdo gerou notas de repúdio da Comissão de Direitos Humanos e Assistência Judiciária da Ordem dos Advogados do Brasil-RJ, acusando o quadro de ser "profundamente preconceituoso" e de igualar os deficientes físicos aos corruptos. O Identidade — Grupo de Ação pela Cidadania de Lésbicas, Gays, Travestis e Transexuais — também enviou uma denúncia contra a Rede Globo ao Ministério Público Federal por discriminação às pessoas com deficiência. Em resposta, a rede de TV estranhou "que a OAB-RJ tenha tomado uma iniciativa contra a liberdade de criação e expressão artística" e sugeriu "que as pessoas verdadeiramente interessadas se empenhem mais em mudar a realidade do que em criticar a ficção".
Em 2003, o programa entrou no "Ranking da Baixaria na TV", da campanha "Quem Financia a Baixaria é Contra a Cidadania", realizada pela Comissão de Direitos Humanos e Minorias da Câmara dos Deputados em parceria com 60 organizações não-governamentais, que recebe denúncias sobre a qualidade da programação da TV. A campanha recebeu 72 denúncias contra o programa por discriminação. Em 2005, o programa entrou novamente no ranking, com 7 denúncias por ridicularização da pessoa humana.